# Реза-Коли Хан
Реза-Кули ибн Мохаммад Хади Хедаят (перс.  رضاقلی بن محمد هادی هدایت‎), также известный как Реза-Кули-хан (перс.  رضاقلى خان‎) и Аллабаши (перс.  لله‌باشى‎; 8 июня 1800 — 30 июня 1871) — персидский историк и поэт.

## Семья
Когда Реза-Коли родился, его отец находился в Хорасане. Услышав радостную весть о рождении сына, отец сразу же назвал его Реза-Коли. В 1802 году отец Реза-Коли стал главным судьей провинции Фарс, находясь также на службе у принца Хоссейн-Али Мирзы Фарманарва. В 1803 году он скончался, его тело было перенесено в Наджаф, Ирак для погребения.
Реза-Коли происходил из древнего уважаемого рода, его предки поколениями жили в Дамгане, Семнан. У его семьи сложились дружеские отношения с Джафар-Коли Ханом Каджаром, который тоже жил в Дамгане.

## Карьера
После смерти Джафар Коли Хана и Хакана Кабира Реза-Коли совершил поломничество к мавзолею имама Хуйсейна в Кербеле, Ирак. Вернувшись, он был принят на работу Фатх-Али Шахом.
Реза-Коли служил у Мохаммад-Мехди Хана, параллельно обучаясь в университете. Позже он приступил к службе у принца Хоссейн-Али Мирзы Фарманафармы Каджара и его детей.
С детства Реза-Коли увлеклся сочинением стихов. Когда Фатх-Али Шах отправился в Шираз, главный придворный поэт шаха Фатх-Али Саба, также известный как Фатх-Али Хан Кашани, скончался. Реза-Коли занял его место, став новым придворным поэтом шаха. Однако ко времени возвращения правителя Реза-Коли серьезно заболел и больше не мог выполнять свои обязанности.
После смерти Фатх-Али Шаха Реза-Коли был назначен на службу к Навабу Фирузу Мирзе, который был губернатором Кермана, а потом снова призван к Хоссейн-Али Мирзе Фарманафарме. В 1838 году последний отправил поэта в Тегеран, где он по рекомендации Фарманафармы получил работу счетоводом у Аббаса Мирзы.
После смерти Мохаммада Шаха в 1848 году вся королевская семья и представители власти готовились встречать Насер ад-Дина Шаха, который должен был взойти на престол. Реза-Коли получил работу придворным хронистом, однако через некоторое время подал в отставку и отдалился от общества. Несколько раз ему предлагали новые должности, и, в конце концов, он был назначен послом в Хорезмском государстве (современный Узбекистан). После возвращения из Хорезма Реза-Коли был назначен директором престижной тегеранской школы для мальчиков «Дар-аль-фонун» (перс.  دارالفنون‎).